# Bus-Saint-Rémy
Bus-Saint-Rémy är en kommun i departementet Eure i regionen Normandie i norra Frankrike. Kommunen ligger i kantonen Écos som tillhör arrondissementet Les Andelys. År 2018 hade Bus-Saint-Rémy 342 invånare.

## Befolkningsutveckling
Antalet invånare i kommunen Bus-Saint-Rémy
Referens:INSEE